# Enfidha
Enfidha (sau Dar-el-Bey, arabă دار البي) este un oraș din nord-estul Tunisiei.